# Skanda Vale
Skanda Vale es un monasterio y centro espiritual interreligioso ubicado en Carmarthenshire, en el Reino Unido, acerca del pueblo de Llanpumsaint. Fundado en 1973 por Guru Sri Subramanium, el monasterio está habitado y dirigido por la Comunidad de los Varios Nombres de Dios (Community of the Many Names of God). Esta comunidad también dirige Somaskanda Ashram en Suiza. Skanda Vale promueve una espiritualidad práctica centrada en la devoción y el servicio desinteresado.
Skanda Vale es una organización benéfica registrada en el Reino Unido, y está sostenida totalmente por donaciones. Esta estrechamente ligada a la organización benéfica Skanda Vale Hospice, pero funciona separadamente.

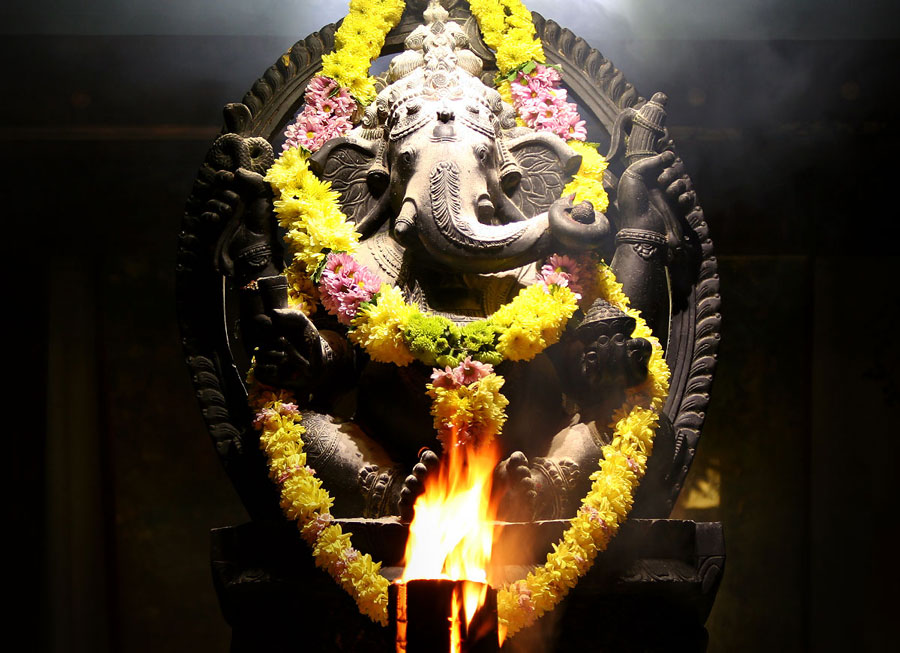
Esto es una estatua de Ganesh en Skanda Vale Ashram, Gales.

## Historia
Skanda Vale fue fundado en 1973 por el Gurú Sri Subramanium, que anteriormente había estado viviendo y trabajando en Londres, mientras daba asistencia e instrucción a buscadores espirituales de distintos orígenes. La propiedad original era una granja, antes de la llegada de Gurú Sri Subramanium.
La casa original fue transformada en el Templo Subramanium, dedicado principalmente a Murugan, pero también acomodando la veneración de otras divinidades como Shiva, Kali, Vishnu, Jesucristo y el Buddha.  Se creó en Skanda Vale una comunidad monástica conocida como la Comunidad de los Varios Nombres de Dios (Community of the Many Names of God), y el ashram creció en área y población con los años. Un segundo templo, el Templo Shakti, se estableció en 1991. Este templo está dedicado a la diosa Kali.
En 1993, los miembros de la Comunidad de los Varios Nombres de Dios crearon el Hospicio Skanda Vale. Este hospicio ofrece cuidados paliativos para los enfermos terminales, en línea con el énfasis de Skanda Vale en el santidad de la vida.
Un tercer templo, el Templo Sri Ranganatha, fue inaugurado en 1999. El fundador de Skanda Vale, Gurú Sri Subramanium, murió en 2007.
Inmediatamente después de la muerte de su fundador, Skanda Vale se vio involucrado en una polémica con respecto a Shambo, un toro que vivía al cuidado de la comunidad. Shambo fue diagnosticado con tuberculosis. Por consiguiente, el gobierno galés ordenó su muerte. La Comunidad en Skanda Vale y los devotos resistieron esta orden, manifestando su creencia en la santidad de la vida. La campaña para salvar a Shambo y las batallas asociadas en el tribunal, alcanzaron las noticias internacionales, y la comunidad Hinduista en el Reino Unido y mundial se vio involucrada. Finalmente, Shambo se confirmó su muerte el 27 de julio de 2007.
Somaskanda Ashram fue fundada en Suiza en 2016 como el segundo ashram de la Comunidad de los Varios Nombres de Dios. La propiedad primero había sido adquirida por devotos suizos en 1994, y finalmente inaugurada como un templo en octubre de 2016.
En la actualidad, Skanda Vale continúa operando como sitio y centro espiritual y un destino de peregrinaje para personas de distintos orígenes espirituales, y también funciona como un santuario por los animales, un centro de distribución de ayuda alimentaria y de asistencia para el Hospicio Skanda Vale.

## Doctrina
Skanda Vale enseña y practica una espiritualidad práctica adaptado a las inclinaciones variables de buscadores individuales, con un especial foco en la devoción y servicio desinteresado, o bhakti yoga y karma yoga respectivamente, e integración con el Divino a través de la experiencia directa en el curso de la vida normal. Como parte de esta práctica, Skanda Vale defendiende una creencia en la santidad de toda vida, basado en el entendimiento de toda vida como expresión de la Divinidad Universal.
El fundador de la comunidad enseñó que toda vida emerge de una conciencia atemporal no dual subyacente, generalmente en línea con las enseñanzas de la filosofía de Advaita Vedanta. A la vez de que se basa en esta comprensión, Skanda Vale celebra una diversidad de caminos espirituales.

## Actividades
El ashram tiene tres templos - el Templo Subramanium, el Templo Shakti y el Templo Sri Ranganatha. Hay una rutina regular de seis servicios (o pujas) diarios en estos tres templos. También hay servicios especiales por diversas ocasiones. La adoración en estos templos está dirigida por miembros residentes de la Comunidad , pero es abierto a la participación de todos los visitantes. La actividad en Skanda Vale está financiada enteramente por donaciones anónimas, en línea con la política anti-comercialista de la Comunidad.
Skanda Vale informa recibir más de 90.000 peregrinos por año. Todos estos peregrinos reciben comidas gratis, y muchos están alojados gratuitamente en el ashram. Skanda Vale brinda apoyo emocional y espiritual a visitantes y devotos, y también dirige seminarios espirituales en Londres y en su segundo ashram en Suiza.
Mucha de la actividad del ashram también se relaciona a su creencia en la santidad de la vida. Basado en este doctrina, Skanda Vale apoya al Hospicio Skanda Vale, y también opera un santuario de animales. Los animales bajo su cuidado incluyen vacas, búfalos, caballos, pollos y otros pájaros y un par de elefantes asiáticos. Valli, el elefante original del templo de Skanda Vale, fue entregado al fundador por el Presidente esrilanqués Jayawardene, habiendo estado anteriormente en un orfanato de elefantes.

## La Comunidad de los Varios Nombres de Dios
La comunidad residente en Skanda Vale y Somaskanda Ashram se llama la Comunidad de los Varios Nombres de Dios. La comunidad se constituye con aproximadamente 25 monjes y monjas, y algunos miembros laicos.
Todos los monjes/monjas hacen votos basados en los Franciscanos de pobreza, castidad y obediencia, y llevan un hábito similar al Franciscano. La Comunidad de los Varios Nombres de Dios mantiene una relación especial con Francis Santo de Assisi, realizando un servicio especial en su día de fiesta.